# Иманбаев, Сулейман Иманбаевич
Сулейман Иманбаевич Иманбаев (18 февраля 1932, Талды-Суу — 23 апреля 2017, Бишкек) — советский и киргизский медик, организатор здравоохранения, педагог, государственный и общественный деятель, председатель Центральной комиссии Киргизской Республики по выборам и проведению референдумов (1995—2005).

## Биография
Родился 18 февраля 1932 года в селе Талды-Суу (Иссык-Кульская область). Отец Сулеймана погиб на войне. В 15 лет Иманбаев был награждён медалью «За доблестный труд в Великой Отечественной войне 1941—1945 гг.».
В 1949 году окончил с золотой медалью сельскую среднюю школу и поступил на лечебный факультет Киргизского государственного медицинского института.

### Научная и медицинская деятельность
С 1955 года Иманбаев учился в аспирантуре, проходил срочную службу. В 1970 году защитил кандидатскую диссертацию на тему: «Показатели заболеваемости и физического развития детей в г. Фрунзе и мероприятия по их улучшению». В 1960—1975 годах работал заведующим Фрунзенским городским отделом здравоохранения, в 1975—1982 годах — заместителем министра здравоохранения Киргизской ССР, в 1982—1990 годах был директором Киргизского НИИ онкологии и радиологии, заместителем директора Киргизского НИИ кардиологии. В 1986 году ему было присвоено учёное звание старшего научного сотрудника по специальности «Социальная гигиена и организация здравоохранения». В 1990 году он вернулся на должность начальника Главного управления здравоохранения Бишкека.
Иманбаев провёл масштабную работу по улучшению качества медицинской помощи населению, расширению сети лечебно-профилактических учреждений Киргизской ССР. Иманбаев регулярно уделял значительное внимание отбору и воспитанию кадров, многие из его воспитанников стали видными организаторами здравоохранения, квалифицированным специалистами, учёными. Под его началом в НИИ онкологии были подготовлены десятки докторов и кандидатов наук, более 20
молодых врачей были направлены в Москву и Ленинград для обучения в целевой аспирантуре и клинической ординатуре. Им был организован республиканский популяционный регистр рака, дан старт исследованиям по изучению методов онкологического компонента всеобщей диспансеризации населения.
Опубликовал свыше 100 научных работ, в том числе четырёх монографий, по проблемам социальной гигиены и организации здравоохранения.

### Государственная деятельность
В 1961—1977 годах Иманбаев избирался членом Фрунзенского горкома партии, был депутатом восьми созывов Фрунзенского горсовета и членом его исполкома, членом коллегии мэрии Бишкека. В 1990 году он был избран народным депутатом Жогорку Кенеша XII созыва, членом его президиума, председателем постоянной комиссии по вопросам здравоохранения, труда, семьи и социальной защиты населения.
Иманбаев в стастусе народного депутата Жогорку Кенеша 1990—1995 годов, в составе Конституционной комиссии и Конституционного совета в 1992—2003 годах непосредственно участвовал в разработке и принятии первой Конституции Кыргызстана и её дальнейших редакций (1996, 1998, 2003).
Иманбаев также участвовал в написании и принятии парламентом страны первых законов в области здравоохранения: «Об охране здоровья народа», «О медицинском страховании», «О санитарно-эпидемиологическом надзоре», «Об охране труда» и «О пенсионном обеспечении граждан».
В марте 1996 года Указом Президента Кыргызстана назначен председателем Центральной комиссии по выборам и проведению референдумов, в марте 2001 года повторно назначен на эту должность на новый срок. В марте 2005 года во время Тюльпановой революции выехал из страны. В апреле 2005 года официально отстранён Жогорку Кенешем от должности главы ЦИКа.

### Награды
За значительные заслуги в подготовке кадров и организации здравоохранения Кыргызстана учёные советы Киргизской государственной медицинской академии и Национального центра онкологии присвоили Иманбаеву звание «Почётный профессор». Иманбаев — Государственный советник I класса, заслуженный врач Кыргызстана,
отличник здравоохранения СССР, почётный гражданин Бишкека и Тюпского района. Награждён орденами «Манас» I степени, «Знак Почёта», медалями «Данк», «За трудовую доблесть», «Ветеран труда», юбилейными медалями и Грамотами Верховного Совета Кыргызстана.

### Семья
Жена, Дамира Усупбекова, Заслуженный экономист Кыргызстана. Сын Алмаз — Чрезвычайный и Полномочный Посол Кыргызстана, кандидат медицинских наук. Дочь Салтанат — заслуженный врач Кыргызстана, кандидат медицинских наук, доцент, хирург-офтальмолог. Четверо внуков.

### Смерть
Скончался 23 апреля 2017 года на 86-м году жизни после продолжительной болезни. Панихида прошла 25 апреля в Киргизском национальном академическом драматическом театре имени Т. Абдумомунова. Похоронен на Ала-Арчинском кладбище.